# Mähriska-tjeckiska utgåvan av kyrkslaviskan
Mähriska-tjeckiska utgåvan av kyrkslaviskan var en utgåva av det traditionella liturgiska språket kyrkslaviska.

## Historik
Mähriska-tjeckiska utgåvan av kyrkslaviskan upphörde att existera år 1097, då slavisk skrift och tillbedjan förbjöds i Böhmen.